# 필라르 카스트로
필라르 카스트로(Pilar Castro, 1970년 7월 2일 ~ )는 스페인의 배우이다.

## 출연 작품
- 어드밴티지 오브 트레블링 바이 트레인 (2019)
- 줄리에타 (2016)
- 타임 오브 몬스터스 (2015)
- 누구 탓도 아니다 (2011)
- 엘 프레미오 (2010)
- 팻 피플 (2009)
- 세븐 미니츠 (2009)
- 귀향 (2006)
- 투 사이즈 오브 더 베드 (2005)
- 잠들어 있던 행운 (2003)
- 풋볼 데이 (2003)